# Illa de Graham Bell
L'illa de Graham Bell (en rus Остров Греэм-Белл) és una illa deshabitada de l'arxipèlag de la Terra de Francesc Josep, a Rússia. Administrativament pertany a l'óblast d'Arkhànguelsk.

## Geografia
És una de les illes més gran del grup amb 1.557 km². Es troba a l'est de Terra de Wilczek, de la qual es troba separada per un estret pas conegut com a Morgan Sound. És l'illa més oriental de Terra de Francesc Josep. El cap Kolzat és el punt més oriental de l'arxipèlag i de l'illa i marca l'extrem nord-oest del mar de Kara.
El punt més alt és el Kupol Vetrenyy, que s'eleva fins als 509 msnm.
L'illa va rebre el nom en record a l'inventor Alexander Graham Bell. No s'ha de confondre aquesta illa amb la petita illa Bell, que també forma part de la Terra de Francesc Josep i que porta el nom per la forma, no la persona.

## Història
Durant la Guerra Freda l'illa va acollir l'aeròdrom Greem Bell, a l'extrem nord de l'illa, el més gran de l'arxipèlag amb una pista de 2.100 metres. Durant la dècada de 1980 i 1990 la pista fou emprada també per a usos turístics. La base va tancar definitivament el 1994. El 2012 la Força Aèria russa va reobrir l'aeròdrom com a part d'una sèrie de bases reobertes a l'Àrtida.